# Paul Johnson (Badminton)
Paul Johnson (* um 1955) ist ein kanadischer Badmintonspieler. 

## Karriere
Paul Johnson wurde 1980 kanadischer Meister im Mixed mit Claire Backhouse und im Herrendoppel mit David deBelle. Bei der folgenden Weltmeisterschaft wurde er mit Backhouse Fünfter im gemischten Doppel. Im Einzel schied er dagegen in Runde eins aus. Bei der Weltmeisterschaft 1983 wurde er sowohl 17. im Doppel als auch 17. im Mixed. Seinen größten Erfolg errang er mit Silber im Doppel bei den Commonwealth Games 1982.

## Sportliche Erfolge
| Saison | Veranstaltung                 | Disziplin    | Platz | Name                            |
| ------ | ----------------------------- | ------------ | ----- | ------------------------------- |
| 1980   | Kanada: Einzelmeisterschaften | Mixed        | 1     | Paul Johnson / Claire Backhouse |
| 1980   | Kanada: Einzelmeisterschaften | Herrendoppel | 1     | Paul Johnson / David deBelle    |
| 1980   | Weltmeisterschaft             | Mixed        | 5     | Paul Johnson / Claire Backhouse |
| 1980   | Weltmeisterschaft             | Herreneinzel | 33    | Paul Johnson                    |
| 1982   | Commonwealth Games            | Herrendoppel | 3     | Paul Johnson / Pat Tryon        |
| 1983   | Weltmeisterschaft             | Herrendoppel | 17    | Paul Johnson / Mike Butler      |
| 1983   | Weltmeisterschaft             | Mixed        | 17    | Paul Johnson / Claire Backhouse |